# The Next Time I Fall
The Next Time I Fall ist ein Popsong, der von Bobby Caldwell und Paul Gordon geschrieben wurde. Interpretiert wurde er als Duett von Peter Cetera und Amy Grant. Die Single erreichte im Dezember 1986 Platz 1 der Billboard Hot 100. The Next Time I Fall wurde 1987 für einen Grammy in der Kategorie Bestes Duett nominiert.

## Entstehung
Das Lied schrieben Bobby Caldwell und Paul Gordon in Caldwells Wohnung. Caldwell war gerade erst eingezogen und hatte außer einem Tisch und einem DX7-Synthesizer noch keine weiteren Einrichtungsgegenstände. In dieser Umgebung entstand zunächst das musikalische Grundgerüst des Liedes, bei einem weiteren Treffen wurde die Musik für den Refrain komponiert und in das Gerüst eingefügt. Zwar hatten die Songwriter eine fertige Melodie, hatten aber noch keine Vorstellung über den Liedtext. Diesen beschrieb Gordon als Gemeinschaftsarbeit, bei der sie beide Zugeständnisse gemacht hätten. Das Lied war ursprünglich nicht als Duett gedacht, sodass Caldwell das Demo allein einsang.
Peter Cetera entschied sich für das Lied, wollte es aber unbedingt als Duett mit einer Sängerin aufnehmen. Die Entscheidung für Amy Grant war unkonventionell, denn Cetera wollte mit einer weniger bekannten Sängerin zusammenarbeiten. Grant sah es als Karrierechance an: Zwar habe sie zu der Zeit ganz ordentliche Verkaufszahlen erzielt, aber noch keinen Radio-Hit gehabt. Das Demo des Songs wurde Amy Grant am Telefon vorgespielt, später erhielt sie die Gesangsspuren von Peter Cetera. Amy Grant unterbrach ihre gerade laufende Tournee für einen Tag, um im Studio ihre Gesangsspuren aufzunehmen. An den Aufnahmen wirkten Gitarrist Dann Huff und Schlagzeuger Chester Thompson mit, die Keyboards stammen von Produzent Michael Omartian.

## Veröffentlichung
Das Lied wurde zuerst auf Ceteras Soloalbum Solitude / Solitaire veröffentlicht und erschien im Herbst 1986 als Single. The Next Time I Fall erreichte am 6. Dezember 1986 Platz 1 der Billboard Hot 100, wo das Lied eine Woche verblieb. Erst nach Veröffentlichung des Liedes beendete Amy Grant ihre Tournee und erfuhr, dass das Duett mit Peter Cetera ein Nummer-eins-Hit geworden war.

## Chartplatzierungen
| ChartsChartplatzierungen       | Höchstplatzierung | Wochen |
| ------------------------------ | ----------------- | ------ |
| Vereinigte Staaten (Billboard) | 1 (21 Wo.)        | 21     |
| Vereinigtes Königreich (OCC)   | 78 (3 Wo.)        | 3      |

| ChartsJahrescharts (1987)      | Platzierung |
| ------------------------------ | ----------- |
| Vereinigte Staaten (Billboard) | 28          |